# 15 (4) Raciborski Pułk Piechoty
4 Pułk Strzelców Raciborskich albo 4 Raciborski Pułk Piechoty (potem 15 Raciborski Pułk Piechoty) – powstańcza jednostka wojskowa istniejąca w okresie III powstania śląskiego.

## Powstanie pułku
4 pułk strzelców raciborskich został sformowany 2 maja 1921 r. na bazie istniejącego w powiecie raciborskim od 1919 r. oddziału Polskiej Organizacji Wojskowej Górnego Śląska. Jej pierwszym organizatorem był Alfons Zgrzebniok, a po jego dekonspiracji i opuszczeniu terenu powiatu jego funkcję komendanta powiatowego przejął Jan Wyglenda. W marcu 1919 funkcję komendanta powiatowego przejął objął Jan Pleszka z Kuźni Raciborskiej a jego zastępcą został Karol Górecki z Markowic. Powstała wówczas sieć instruktorów i mężów zaufania organizacji. W przededniu powstania w kwietniu 1921 raciborska POW liczyła 2 100 ludzi wyposażonych w ponad 500 karabinów, ok. 100 sztuk broni krótkiej, 9 kaemów i 3 granatniki.

## Struktura pułku

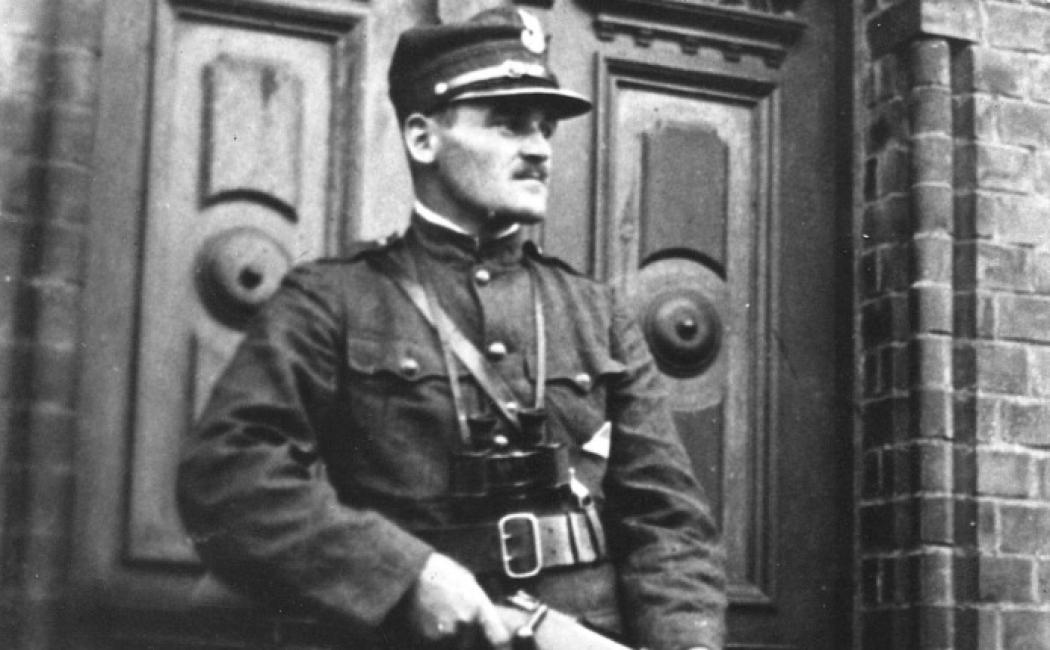
Dowódca 4 Raciborskiego Pułku Piechoty - Alojzy Seget (Muzeum Śląska Opolskiego)

Pułk prowadził działania w ramach powstańczej Grupy "Południe". Jego dowódcą był Alojzy Seget, zaś jego zastępcą oraz szefem sztabu i wywiadu Alojzy Gabor. W skład sztabu pułku który mieścił się w Lubomii wchodził także oficer uzbrojenia Jan Szenk. W jego skład wchodziły 3 baony oraz kompania sanitarna i pluton łączności dowodzony przez Antoniego Cichego następnie przekształcony w kompanię sztabowa, oraz oddział żandarmerii polowej pod dowództwem kapitana Luki. Pułk liczący ok. 3 000 powstańców podzielony był na 12 kompanii.
1 baon dowodzony przez Franciszka Klona z Rogowa, składał się z 1, 2, 3, 4 kompanii. Wchodząca w jego skład 1 kompania pod dowództwem Józefa Choroby grupowała powstańców z Kuźni Raciborskiej, Siedlisk oraz położonych na lewym brzegu Odry Sławikowa i Grzegorzowic. 2 kompania dowodzona przez Roberta Grycmana została sformowana z mieszkańców Budzisk, Turza i Szychowic. 3 kompania dowodzona przez Emila Morawca a następnie Eryka Kusidło składała się z powstańców z Zawady, Nędzy, Poniecic, Szonowic i Krzyżanowic.4 kompania raciborska pod dowództwem Franciszka Marcińskiego z Pawłowa grupowała peowiaków z Pawłowa, Brzeźnicy, Czerwięcic, Miedoni, Strzybnika, Gamowa, Makowa.
2 baon dowodzony przez Rocha Paliwodę z Kuźni Raciborskiej, a potem przez Franciszka Adamczyka z Syryni składał się z 5, 6, 7 i 8 kompanii. Wchodząca w jego skład 5 kompania raciborska dowodzona przez Józefa Grzonkę skupiała mieszkańców przedmieść raciborskich Ostroga i Płoni oraz wsi Kobyli, Pogrzebienia, oraz Kornowaca. 6 kompania lubomska pod dowództwem Wilhelma Grzybka a potem Jana Korzonka złożona z mieszkańców Lubomii. 7 syryńska kompania pod dowództwem Wilhelma Glombika skupiała mieszkańców Syryni i Bukowa. 8 kompania dowodzona przez Alojzego Wolnika z Bieńkowic gromadziła powstańców z Nieboczowa, Ligoty Tworkowskiej, Bieńkowic, Sudóła i Studziennej.
3 baon dowodzony przez Franciszka Widenkę składał się z 9, 10, 11 i 12 kompanii. Wchodząca w jego skład 9 kompania dowodzona przez Stefana Pyrchałę a po jego śmierci przez Teodora Katrynioka grupowała powstańców z Rogowa, Bluszczowa, Kamienia nad Odrą. 10 kompania raciborska dowodzona przez naczelnika "Sokoła" Ćwika a potem Alojzego Jelenia składała się z członków "Sokoła" w Raciborzu oraz mieszkańców Raszczyc i Adamowic.11 kompania pod dowództwem Józefa Siedlaczka a po jego ranieniu Jana Szuścika skupiała mieszkańców Olzy, Uchylska, Chałupek, Rudyszwałdu, Zabełkowa i Roszkowa.12 kompania markowicka dowodzona przez Wiktora Cyrana, a następnie przez Alojzego Skrzyszowskiego złożona była z mieszkańców Markowic i Babic
W początkowej fazie działań powstańczych w skład pułku wchodził także dwie kompanie dziergowickie pod dowództwem Walentego Suchanka i Leona Fojcika oraz kompania rybnicka pod dowództwem Płaczka.

## Szlak bojowy pułku
Po wybuchu III powstania od 3 do 5 maja 1921 pułk rozbił w ciężkich walkach pod Przebieniem, Lubomią, Rogowem i Markowicami niemieckie oddziały stacjonujące w prawobrzeżnej części powiatu raciborskiego. Nie powiodła się jednak próba zajęcia prawobrzeżnego przedmieścia Raciborza - Ostroga. W tym czasie jeden z oddziałów powstańczych przy przeprawieniu się przez Odrę spróbował opanować leżący na lewym brzegi rzeki Racibórz atakując miasto od strony Krzyżanowic. Po dwudniowych walkach powstańcy zostali zmuszeni do wycofania się na prawy brzeg rzeki. Tym samym linia frontu ustabilizował się generalnie na Odrze, gdzie pułk zajął pozycje obronne na odcinku pomiędzy Dziergowicami a Olzą, wzmocnione następnie przez posiłki napływające z głębi obszaru powstańczego. Już 4 i 5 maja Niemcy podjęli próbę rozbicia frontu powstańczego atakując z Ostroga Markowice, ale próba ta została powstrzymana przez oddziały powstańcze. 18 maja 1921 cały pułk przegrupował się w rejon Raciborza wzmacniając tam polską obronę przed natarciem niemieckim, tym bardziej że Niemcy ściągnęli posiłki w postaci 3000 ludzi dobrze uzbrojonych i wyposażonych w artylerię i pociąg pancerny (było to freikorpsy Paulsena, Erhardta i Ditricha). 26 i 27 maja oddziały niemieckie powtórnie bezskutecznie zaatakowały pozycje powstańcze pod Markowicami, Po ciężkich walkach oddziały pułku które poniosły ciężkie straty zostały wycofane z frontu jako odwód Grupy "Południe", 1 baon do Rud, 2 baon do Rybnika a 3 baon do Pszowa.

## Rozwiązanie pułku
Zgodnie z zawartą w dniu 12 czerwca 1921 z międzysojuszniczą komisją porozumieniem 13 czerwca oddziały pułku opuszczają Górny Śląsk i wyjeżdżają w głąb Polski, najpierw do Siedlec a następnie do Piotrkowa. Ostatecznie pułk został przetransportowany do Oświęcimia i tam rozformowany.

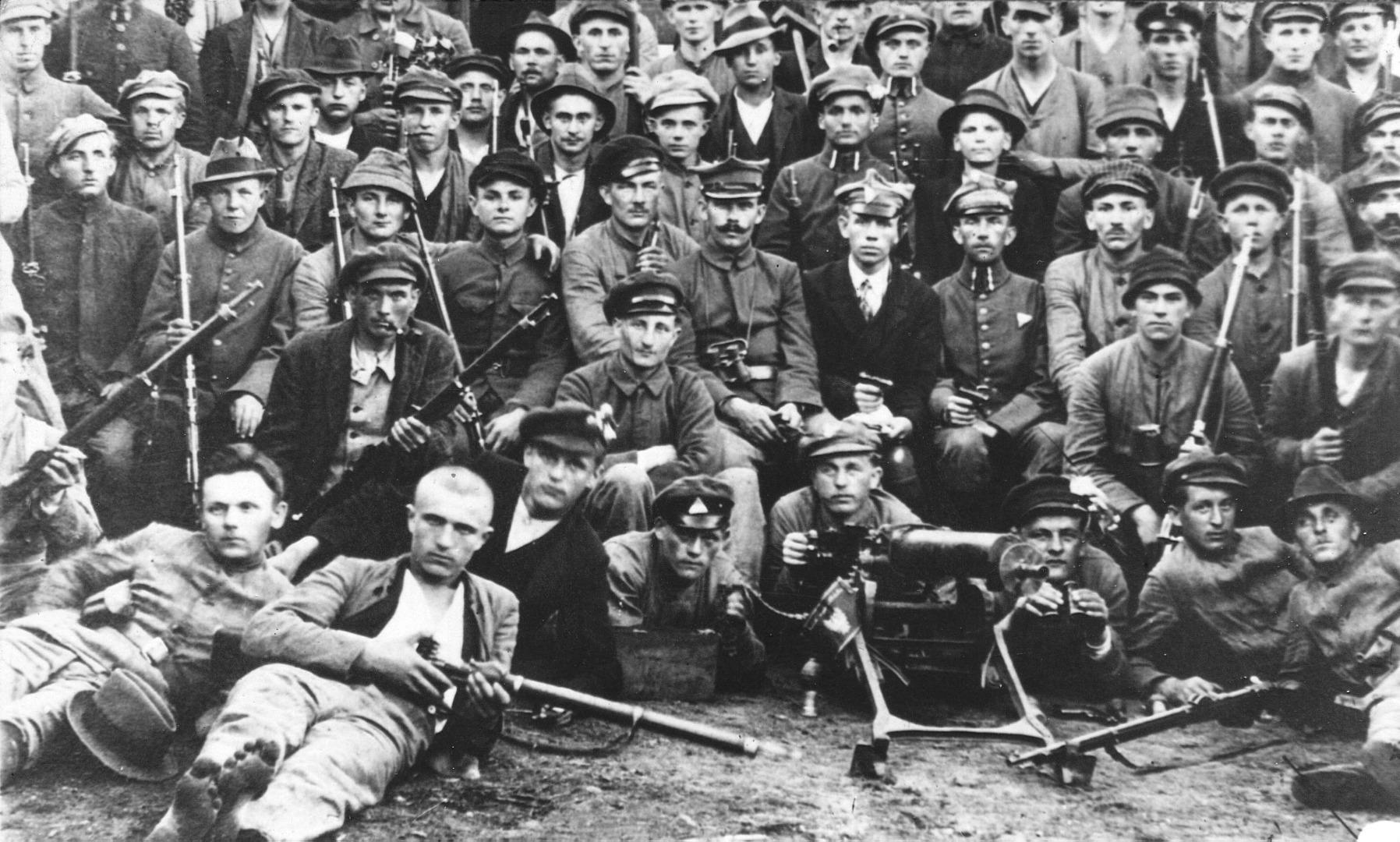
9 kompania 4 raciborskiego pułku piechoty (w środku z lornetką jej dowódca Teodor Katryniok) - Muzeum Śląska Opolskiego

## Dokumentacja
Archiwalia dot. 15 (byłego 4) Pułku Piechoty Raciborskiego są przechowywane w Centralnym Archiwum Wojskowym w Warszawie w zespole III Powstanie Śląskie - 15 (b. 4) Pułk Piechoty Raciborski i są udostępnione w formie elektronicznej (format PDF) na stronie archiwum (zob.)